# SAME Deutz-Fahr
El grupo SDF es una multinacional con sede central en Treviglio (BG), Italia, es uno de los principales fabricantes mundiales de tractores, cosechadoras, motores diésel y maquinaria agrícola. Distribuye sus productos con las marcas SAME, Lamborghini Trattori, Hürlimann, Deutz-Fahr, Grégoire y Lamborghini Green Pro. La línea de tractores cubre una gama de potencia que abarca desde los 23 a los 270 CV y la gama de las máquinas cosechadoras abarca desde los 100 a los 395 CV.

## Historia del grupo

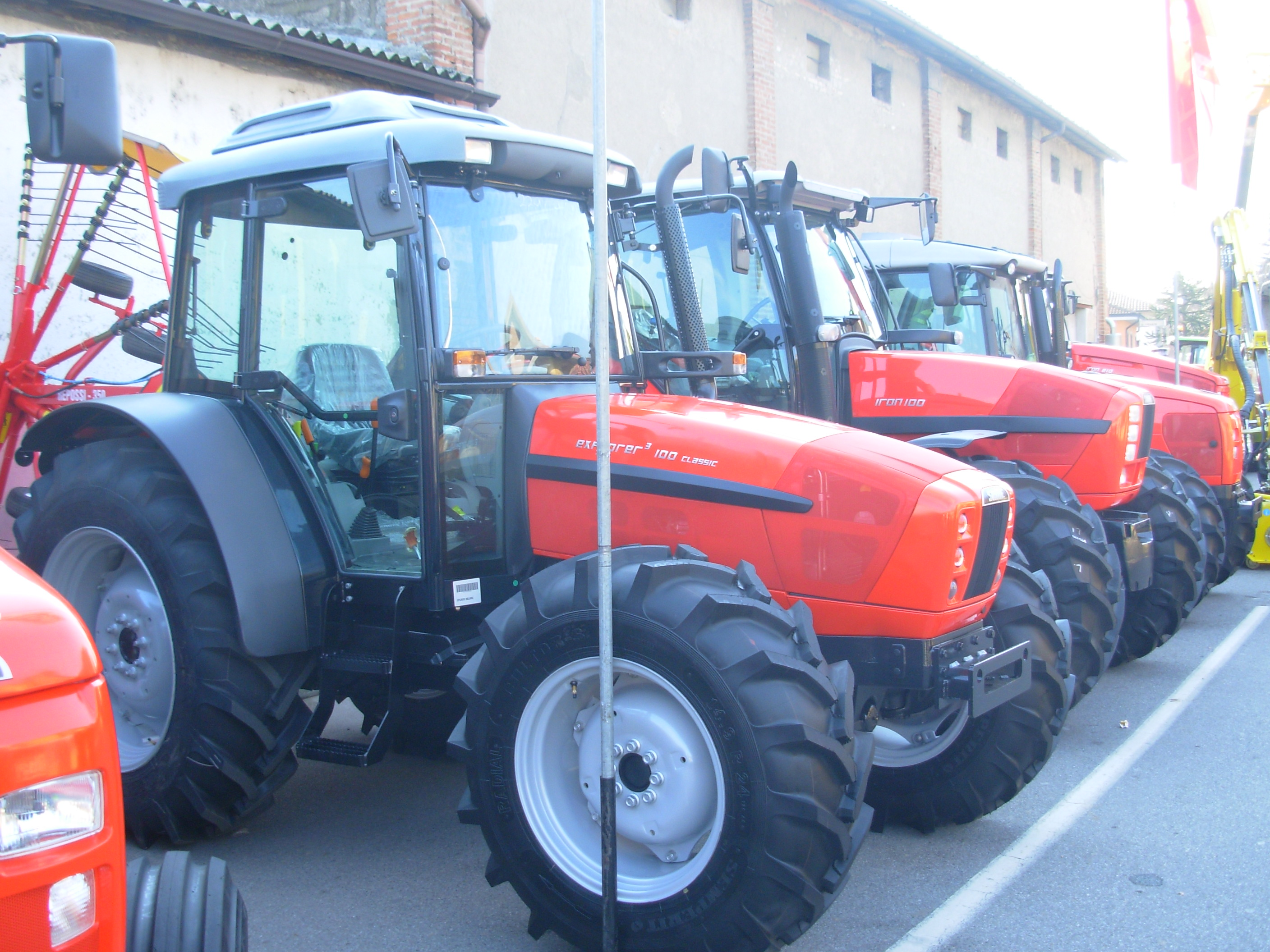
Tractores SAME

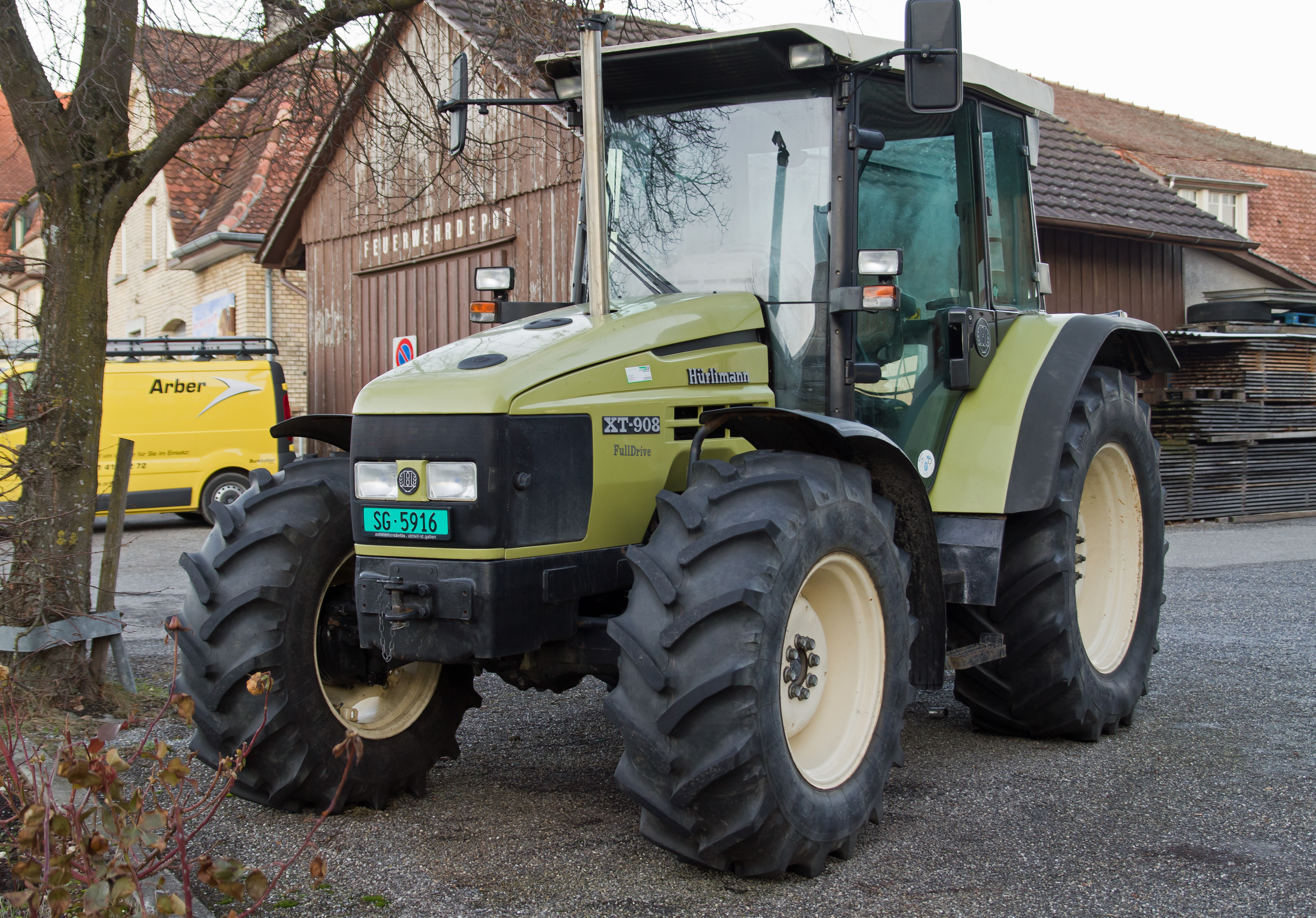
Hürlimann XT-908

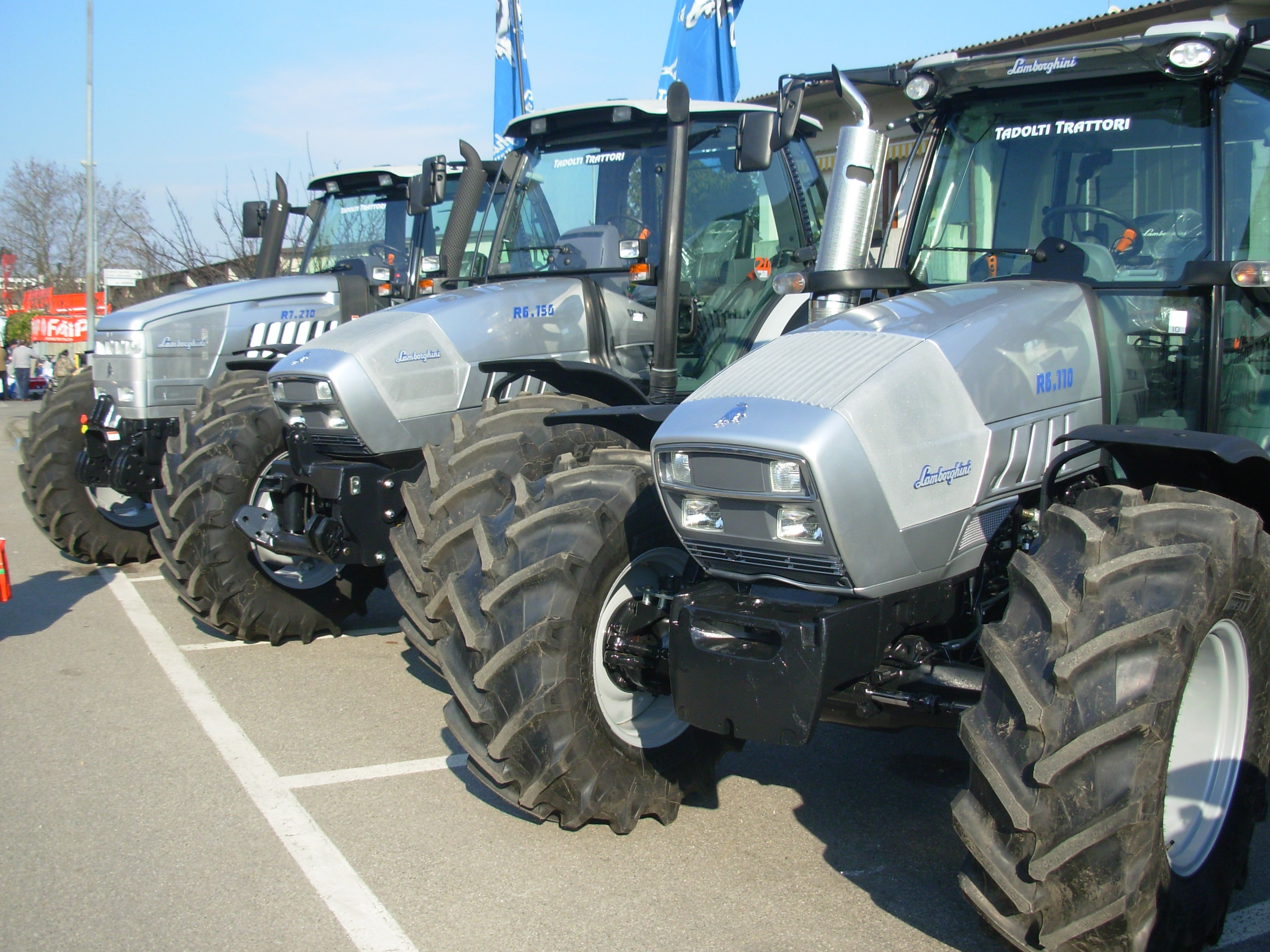
Lamborghini Trattori

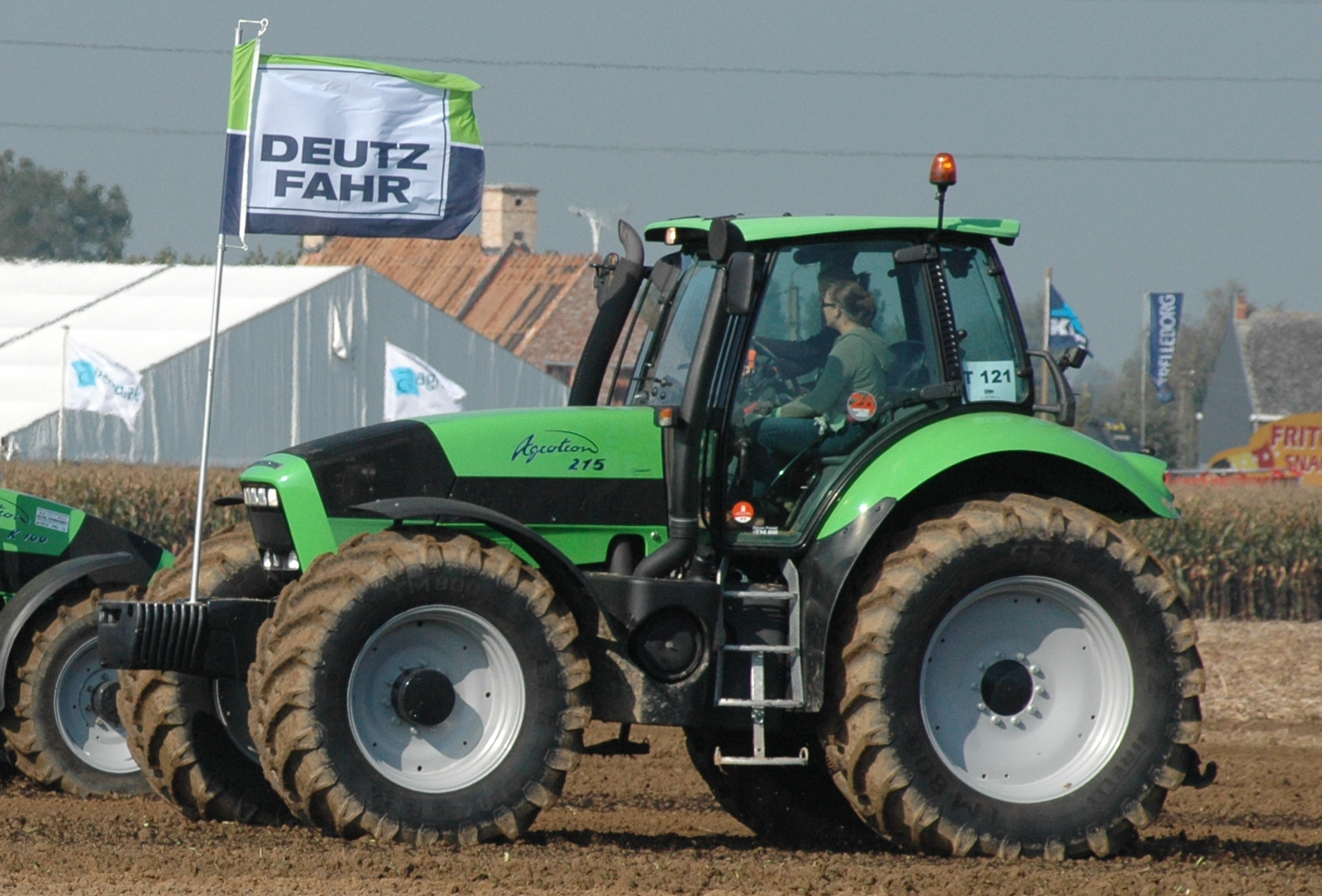
Deutz-Fahr Agrotron tractor

La historia del grupo comienza en 1942 cuando se funda la empresa SAME (Società Accomandita Motori Endotermici) en Treviglio (BG), Italia; tras adquirir en 1973 la empresa Lamborghini Trattori S.p.A., fundada por Ferruccio Lamborghini, SAME da inicio a un proceso de crecimiento mediante adquisiciones.
Coincidiendo con la adquisición en 1979 de Hürlimann el grupo cambia el nombre a SAME-Lamborghini-Hürlimann (S-L-H). 
En 1995 llega la adquisición de Deutz-Fahr perteneciente al grupo alemán KHD, y a partir de ese momento el nombre definitivo del Grupo será SAME Deutz-Fahr.
En 1996 se funda SAME Deutz-Fahr India. 
Desde 2003 hasta 2012 el grupo SDF es accionista del grupo alemán Deutz AG; En 2003 adquiere también el 10% de Sampo Rosenlew, con sede en Finlandia, especializada en la producción de componentes y cosechadoras de 4 y 5 sacudidores, participación que posteriormente cedió. 
En 2005, tras la adquisición de Ðuro Ðakovic, con sede en Croacia, el grupo funda la sociedad DEUTZ-FAHR Combines, que actualmente fabrica los componentes y las cosechadoras con la marca Deutz-Fahr. 
En 2008 se funda el Museo histórico de Same Deutz-Fahr en la sede principal del grupo en Treviglio. 
En 2009, se realiza un convenio de transferencia tecnológica con el fabricante argentino de cosechadoras Vassalli Fabril, por el cual inicia exportando cosechadoras desde su planta de Firmat y posteriormente se relocaliza la producción en su planta de Croacia. El modelo era el 7545 RTS (basado en la Vassalli AX 7500) .
En 2011 el grupo adquiere Grégoire A/S, especializada en viticultura, olivicultura, poda, tratamiento, vendimia y recolecta de la aceituna. Ese mismo año SAME Deutz-Fahr crea una Joint Venture en China con Shandong Changlin Machinery. 
En 2014 se funda SAME Deutz-Fahr Traktör Sanayi ve Ticaret A.Ş. con sede en Estambul, Turquía.

## Presencia internacional
Con una plantilla de casi 3.000 empleados y una facturación de 1.211,9 millones de euros, SDF tiene su sede principal en el norte de Italia, concretamente en Treviglio (BG), tierra a la que está arraigada desde sus orígenes. La producción, la venta, el servicio posventa y la distribución de repuestos se lleva a cabo a través de 7 plantas de producción (entre Europa y Asia), una joint venture en China, 13 filiales comerciales (en Europa, Asia y América del Norte) y una red comercial constituida por 141 importadores y más de 3.000 concesionarios en todo el mundo.
Plantas de producción
- Treviglio (Italia): tractores de gama media y medio-alta de 70 a 170 CV
- Lauingen (Alemania): tractores de gama media y medio-alta de 120 a 270 CV
- Županja (Croacia): cosechadoras de 222 a 395 CV
- Ranipet (India): tractores de gama baja y medio-baja de 30 a 80 CV, motores diésel de 30 a 170 CV
- Châteaubernard (Francia): máquinas para la vendimia y la recolecta de las aceitunas de 100 a 187 CV
- Bandırma (Turquía): tractores de gama media de 50 a 105 CV
- Linshu (China): tractores de 26 a 270 CV

## Premios
Los tractores fabricados por las empresas del grupo SDF han sido galardonados con numerosos premios y reconocimientos a lo largo de todos estos años; entre ellos cabe destacar:
| año  | producto                     | premio                                              | país     |
| ---- | ---------------------------- | --------------------------------------------------- | -------- |
| 2013 | Deutz-Fahr 7250 TTV Agrotron | Red Dot Product Design Award                        | Alemania |
| 2013 | Deutz-Fahr 7250 TTV Agrotron | Tractor of the year y Golden Tractor for the Design | Italia   |
| 2014 | Deutz-Fahr 7250 TTV Agrotron | Compasso d'Oro                                      | Italia   |
| 2014 | Lamborghini Nitro            | Red Dot Product Design Award                        | Alemania |
| 2014 | Lamborghini Nitro 130 VRT    | Golden Tractor for the Design                       | Alemania |